# Surgy
Surgy település Franciaországban, Nièvre megyében. Lakosainak száma 336 fő (2022. január 1.). Surgy Clamecy, Andryes, Coulanges-sur-Yonne, Courson-les-Carrières és Pousseaux községekkel határos.

## Népesség
A település népessége az elmúlt években az alábbi módon változott:
| Lakosok száma | 396  | 345  | 363  | 328  | 330  | 333  | 335  | 334  | 336  |
|               | 2013 | 2015 | 2016 | 2017 | 2018 | 2019 | 2020 | 2021 | 2022 |